# ميلاني غلوريا
ميلاني غلوريا (بالإنجليزية: Mélanie Gloria)‏ مواليد 19 يونيو 1987 في مونتريال، هي لاعبة كرة مضرب كندية سابقة وكانت تلعب باليد اليمنى. أعلى تصنيف لها في الفردي كان المركز الـ 287 في سنة 2005. أعلى تصنيف لها في الزوجي كان المركز الـ 578 في سنة 2003.

## النهائيات

### الفردي: 8 (الألقاب 5, الوصافة 3)
| الحصيلة | الرقم | التاريخ        | الدورة                             | الأرضية | المنافس            | النتيجة            |
| ------- | ----- | -------------- | ---------------------------------- | ------- | ------------------ | ------------------ |
| الوصافة | 1.    | أغسطس 1, 2005  | أودلم براون فانكوفر المفتوحة, كندا | صلبة    | أنسلي كارغيل       | 4–6, 2–6           |
| الوصافة | 2.    | يونيو 4, 2007  | البرتغال                           | صلبة    | إليسا بالسامو      | 3–6, 5–7           |
| الفوز   | 1.    | يونيو 18, 2007 | البرتغال                           | صلبة    | ستيفانيا بوفا      | 6–3, 6–3           |
| الفوز   | 2.    | يونيو 2, 2008  | البرتغال                           | صلبة    | ييرا كامبوس مولينا | 6–2, 6–3           |
| الفوز   | 3.    | يونيو 15, 2008 | البرتغال                           | صلبة    | ماريا جواو كوهلر   | 6–7(2–7), 6–3, 6–1 |
| الوصافة | 3.    | يونيو 7, 2009  | البرتغال                           | صلبة    | ماريا جواو كوهلر   | 3–6, 2–6           |
| الفوز   | 4.    | يونيو 13, 2009 | البرتغال                           | صلبة    | ييرا كامبوس مولينا | 6–1, 6–2           |
| الفوز   | 5.    | يونيو 7, 2010  | البرتغال                           | صلبة    | شاينا ماكدويل      | 7–5, 6–7(6–8), 6–0 |

## روابط خارجية
- ميلاني غلوريا على موقع رابطة محترفات التنس (الإنجليزية)
- ميلاني غلوريا على موقع الاتحاد الدولي لكرة المضرب (الإنجليزية)